# Testamento digital
Un testamento digital (en inglés, digital will), es una expresión de voluntad o documento que recoge el destino que, una vez fallezca una persona, esta desea que se de a su presencia digital (en redes sociales, servidores de correo electrónico o sistemas de pago electrónico, etc.).
Una vez una persona fallece, se plantean numerosas dudas sobre la situación legal en la que queda la huella digital que ha dejado en diferentes servicios digitales. Acceder a sus cuentas digitales, utilizarlas o darlas de baja son acciones respecto de las que no siempre está claro quién puede actuar. Con el testamento digital, la persona titular de esos datos y cuentas tiene la oportunidad de dejar constancia de su voluntad.

## Qué es un testamento digital

### Concepto de testamento digital
Un testamento es “el testimonio de la voluntad que una persona dispone para después de su muerte” (véase la voz testamento). En su acepción más conocida, hace referencia a un acto jurídico en el que una persona indica, sobre todo, el destino que se dará a su patrimonio, aunque a veces se incluyen elementos que no tienen carácter patrimonial.  Por ejemplo, el reconocimiento de un hijo o hija.
Con la expresión testamento digital (en inglés Digital will, o “Last Will and Testament”, se hace referencia a una expresión de voluntad (normalmente escrita) en la que una persona indica qué destino desea que, tras su muerte, se de a su presencia en internet y en las redes sociales.
Afecta, entre otros: 
- a sus cuentas de correo electrónico y en redes sociales;
- a sus blogs o bitácoras y dominios;
- a informaciones y fotografías almacenadas en nube;
- a informaciones que están almacenadas en su propio ordenador, memorias USB, tabletas o teléfono inteligente;
- a su rastro o huella digital en internet;
- o a sus cuentas bancarias o de inversión de carácter on-line.

Debe tenerse en cuenta que si se trata de contenidos digitales que son objeto de propiedad intelectual, la persona que elabora el testamento digital deberá tener en cuenta lo que la normativa establece sobre la sucesión mortis causa en este tipo de bienes.

### Discusión sobre el término 'testamento digital'
La magistrada Encarna Roca Trías, miembro del Tribunal Constitucional español, precisó que, si bien a este tipo de documentos se les da el nombre de “testamento digital”, en rigor no son testamentos.
Conforme a la legislación vigente no pueden ser considerados como un tipo de testamento o un testamento especial, porque, en realidad, “no contienen una verdadera ordenación de la sucesión, tan siquiera de los materiales o archivos digitales del causante”.

### Finalidad del testamento digital
Las importantes cantidades de datos personales que se recogen con diferentes fines, y el exponencial desarrollo de internet y las redes sociales, han aumentado las dudas sobre el destino que debe darse a la información digital de una persona una vez esta fallece. 
Desde hace algunas décadas, las normas relativas a la privacidad o a la protección de datos de carácter personal de algunos países, incluyen referencias sobre la posibilidad de que los herederos, otros familiares o albaceas testamentarios puedan acceder a los ficheros de datos una vez la persona fallece. Pero no ha sido hasta fechas recientes, especialmente con la explosión de las redes sociales, cuando se ha planteado la conveniencia de que sea el titular de la información el que antes de su muerte deje constancia de su voluntad a este respecto.
Mediante el testamento digital, la persona fallecida habilita a un representante o albacea digital, o a sus herederos a realizar las siguientes actuaciones:
- Tomar decisiones sobre acceso, rectificación, supresión u olvido de datos de carácter personal almacenados

- Dirigirse a empresas que prestan SSI (Servicios de la Sociedad de la Información) en los que la persona fallecida tuviera perfiles, blogs, dominios, etc. y solicitar que cumplan la voluntad que manifestó.

### Carácter voluntario del testamento digital
En aquellos países en los que se regula el testamento digital, se dice que la persona tiene derecho al testamento digital. Ello quiere decir, por tanto, que la persona no tiene ninguna obligación de formalizar un documento de este tipo.

## Regulación por países
Por el momento, son pocos los ordenamientos jurídicos que han establecido alguna regulación sobre esta cuestión, aunque es previsible que en los próximos años se formulen más leyes de este tipo.

### La Ley por una República Digital (Francia, 2016)
La Ley francesa por una República digital aborda, entre otros, la herencia digital, el derecho a la muerte digital y una serie de cuestiones relativas a aquellos derechos de autor (propiedad intelectual) de los que la persona fallecida sea titular.

### La Ley de Voluntades digitales para el caso de muerte (Cataluña, 2016)
Tomando como referencia la Ley francesa, el 27 de mayo de 2016 se aprobó en Cataluña una Ley de Voluntades Digitales para el caso de muerte que modificó el Código Civil en dicha Comunidad Autónoma.
Esta ley permite designar herederos digitales y otorgarles autorización para que accedan a las cuentas de la persona fallecida y procedan a realizar aquellas acciones que esta haya dejado establecidas en su testamento digital (por ejemplo: eliminar las cuentas, comunicar su fallecimiento, etc).

### La Ley Orgánica de DP y de Garantía de los Derechos Digitales (España, 2018)
En el conjunto de España, el testamento digital se reguló por primera vez en la Ley Orgánica de Protección de Datos Personales y de Garantía de los Derechos digitales (LOPD-GDD), de 5 de diciembre de 2018.
En esa ley se define el testamento digital como [un documento en el que se prevé qué sucederá con la información digital de la persona testadora, una vez ésta fallezca] (art. 96 LOPD-GDD). Para que tenga validez legal, dicho documento debe formalizarse ante un notario, como los testamentos en sentido estricto. Si no cumple una serie de formalidades, dicho testamento será nulo.

### Normativa de otros países
- (En construcción)

## Contenido de los testamentos digitales

### Contenido básico
En un testamento digital, la persona testadora debe indicar 'qué destino desea dar a su información digital' en el caso de que fallezca y, en su caso, 'a qué persona o personas' les encarga cumplir esa voluntad.

### Tipos de testamentos digitales según su contenido
Según su contenido, el testamento digital puede ser de dos tipos. Hay testamentos digitales que son 'detallados' o exhaustivos, y hay testamentos digitales de emergencia, en los que básicamente se toman decisiones sobre las informaciones más sensibles (cuentas de correo, archivos de fotografías, cuentas bancarias).

### El albacea digital
Se utiliza la expresión albacea digital para referirse a quien se encarga de gestionar los archivos digitales y las identidades virtuales de la persona fallecida, aunque algunos juristas discuten si se trata de un término adecuado. En los ordenamientos anglosajones suele preferirse la expresión de fiduciario o agente.
Lo cierto es que, más que un albacea en el sentido tradicional, es un mero gestor de información digital y no está legitimado para la gestión de derechos o intereses que tengan un carácter patrimonial. No obstante, es posible que el testador haya nombrado albacea digital a la misma persona a la que en su testamento ordinario encomendó la tarea albacea testamentario.

### Destino que puede darse la información digital
En cuanto a las decisiones que una persona puede tomar para el futuro de su información digital, estas son las principales:
- Puede decidir que se suprima esa información. Es lo que se conoce como supresión o cancelación de la información digital.
- Puede prohibir que algunas personas accedan a ella (por ejemplo, algunos de sus familiares).
- Puede decidir que se conserve en el estado en que esté en su momento de fallecimiento. En este caso, excluye toda posibilidad de modificar la información tras su muerte.
- Puede decidir que esa información se remita a sus familiares, reconociendo o excluyendo la posibilidad de que estos modifiquen dicha información.

## Problemas que se plantean en la práctica

### Ausencia de un registro global de voluntades digitales
En relación con los testamentos ordinarios, existe un registro general de actos de última voluntad al que al fallecer la persona se puede solicitar un certificado. Dicho certificado de últimas voluntades permite comprobar si la persona ha dejado escrito testamento y, en caso de que exista más de uno, cuál es el último que formalizó. 
En relación con las voluntades digitales, sin embargo, está pendiente articular un sistema de comprobación de las voluntades digitales que tenga una eficacia equiparable, ya sea a nivel nacional o (si fuese posible) a nivel internacional.

### Conflictos entre la normativa y los contratos firmados con los SSI
Por otra parte, tenemos que tener en cuenta que internet y las redes son globales, pero las normas que regulan el testamento digital son, por el momento, normas que se aplican dentro de un territorio nacional. 
Hay una serie de dificultades que se plantean como consecuencia de factores como los que siguen:
- Primero: por el momento no existen tratados internacionales que faciliten a los albaceas digitales o herederos que lo dispuesto por la persona se cumpla en compañías cuya sede de registro está en un tercer país.
- Segundo: aunque es posible que en algunos países se establezca una normativa sobre la gestión post mortem de la información digital, cabe la posibilidad de que esa normativa entre en conflicto con las condiciones generales que como usuaria de servicios en línea la persona aceptó con una compañía antes de fallecer.
- Tercero: como veremos en el apartado siguiente (políticas de algunos proveedores de SSI), algunas empresas han implementado en sus condiciones generales cuáles son las posibilidades de actuación respecto a una cuenta cuando una persona usuaria fallece. Es posible que esas previsiones, que además son objeto de actualización periódica, no coincidan totalmente con la voluntad de quien elabora un testamento digital.

Como consecuencia de conflictos de este tipo, hay algunos casos que, en diferentes países, han requerido resolución por parte de los tribunales.

## Política de algunos proveedores de SSI respecto al fallecimiento de los usuarios
Algunos proveedores de SSI cuentan con un sistema propio para que las personas establezcan qué destino desean que se de a su perfil o cuenta, en el caso de que fallezcan. Eso implica que, respecto a un posible testamento digital, las personas usuarias de dichos servicios tendrán más limitadas sus opciones de elección.
- Facebook, en la configuración del perfil, ofrece, por ejemplo: 1) la opción de borrado automático en caso de fallecimiento; 2) o la posibilidad de designar a una persona de confianza, que tendrá algunas facultades puntuales y limitadas para gestionar la cuenta tras el fallecimiento de la persona usuaria titular.[11]

- Google, su parte, también permite expresar los deseos del titular en el espacio de configuración de su cuenta. Es posible, por ejemplo, solicitar que una cuenta elimine sus datos tras un periodo establecido de inactividad (sin que sea necesario acreditar el fallecimiento), o que se escoja algún contacto de confianza que reciba dicha información.[12]

- Dropbox, iTunes, iCloud, Twitter o Wikipedia tienen también algunas previsiones para el caso de que fallezca la persona titular de la cuenta.